# Gulat von Wellenburg

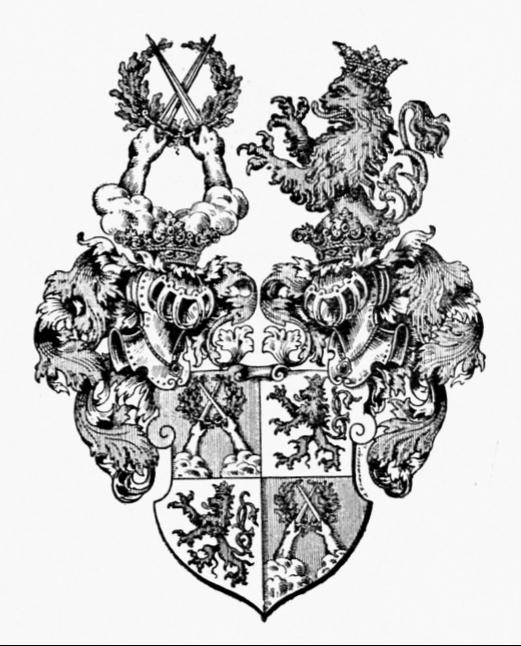
Wappen derer Gulat von Wellenburg

Gulat von Wellenburg, später auch von Gulat-Wellenburg, ist ein badisches Adelsgeschlecht.

## Geschichte
Am 14. April 1800 erhob in Wien Kaiser Franz II. den badischen Verwaltungsjuristen Daniel Gulat (1764–1839), Regierungsrat und Direktor des Oberappellationsgerichts Freiburg im Breisgau (bis 1805 zugehörig dem Oberamt Breisgau, Kaisertum Österreich), in den erblichen österreichischen Adelstand. Mit der Erhebung in den österreichischen Ritterstand am 28. Januar 1816 in Mailand durfte er das Adelsprädikat „von Wellenburg“ im Namen führen – seine Frau war eine geborene Schmidt von Wellenburg.
Nach dem Frieden von Pressburg musste Österreich 1805 den Breisgau an das Kurfürstentum Baden abtreten, am 14. Januar 1817 wurde der österreichische Ritterstand auch in Karlsruhe anerkannt.

## Wappen
Bei dem gevierten Wappenschild aus dem Jahr 1816 enthalten die roten Felder 1 und 4 zwei aus grauen Wolken am unteren Rand wachsende nackte Arme, die zwei blanke mit einem grünen Lorbeerkranz bestreckte Schwerter kreuzen. Die silbernen Felder 2 und 3 zeigen je einen roten gekrönten Löwen. Zwei gekrönte Helme mit rot-silbernen Decken, auf dem rechten das Schildbild der Felder 1 und 4, auf dem linken der Löwe der Felder 2 und 3 wachsend.

## Stammreihe
Die Linie der Familie Gulat (Schreibweisen auch Gulath, Goulath und Coulath) geht zurück auf zwei Gewürzkrämerbrüder aus Savoyen, Söhne des Caspar Krämer, die in Herbolzheim 1663 und 1666 die Töchter des dortigen Bürgers Andreas Geiger und der Anna Maria Geiger, geborene Breiss, heirateten. Einer davon war Johann Petrus Gulat (* 1641 in Savoyen; † 22. Juli 1693 in Herbolzheim), der Urgroßvater von Daniel Gulat. Er hatte mit Margaretha Geiger zehn Kinder.
Daniel Gulats Vater war der Herbolzheimer Wirt und Bürgermeister Franz Anton Gulat (1716–1796), Sohn des Metzgers Antonius Gulat (1684–1742) und der Anna Margarethe, geborene Kuenzer (1688–1744), der 1743 Maria Ursula Kuehn (1725–1807) geheiratet hatte.
- Daniel Gulat Ritter von Wellenburg (1764–1839), badischer Ministerialbeamter und Präsident des badischen Justizministeriums ⚭ 1793 Josefine Schmidt von Wellenburg (1773–1815), Tochter des Landvogts Johannes Nepomuk Schmidt von Wellenburg und der Maria Franziska von Wellenburg, geborene Tschamerhell
  - 1. Karl Joseph Gulat von Wellenburg (1794–1839), badischer Geheimer Referendar und Mitglied des Oberhofverwaltungsrats ⚭ 1819 Sophie Sabine Siegel (1798–1875)
    - 1.1 Sabine Sophie Margarete Emilie Gulat von Wellenburg (1820–1899) ⚭ 1841 Emil Carl Alexander von Kageneck (1812–1882)
    - 1.2 Sophie Gulat von Wellenburg (1821–1822)
    - 1.3 Hermine Rosa Gulat von Wellenburg (1823–1890) ⚭ 1844 Franz von Pfeuffer (1808–1883), badischer Geheimer Legationsrat
    - 1.4 Sophie Gulat von Wellenburg, verh. von Schönau-Wehr (1826–1896), Präsidentin der Abteilung III des Badischen Frauenvereins ⚭ 1846 Rudolf von Schönau-Wehr (1809–1880)
    - 1.5 Marie Gulat von Wellenburg (1830–1843)
    - 1.6. Eduard Daniel Peter Joseph Gulat von Wellenburg (1835–1901), badischer Verwaltungsjurist und Großherzoglich-badischer Kammerherr ⚭ 1848 Elise Benedicta Grötz (1848–1930)
      - 1.6.1 Max Wilhelm Joseph von Gulat-Wellenburg (1868–1926), Kammerherr, Oberamtmann und Hilfsarchivar im Generallandesarchiv Karlsruhe
      - 1.6.2. Theodora „Dora“ Elisabeth Sophie Amalie Gulat von Wellenburg (1872–1904) ⚭ 1896 Hans Nepomuk Thomas Mauritius Joseph von Hornstein-Binningen (1859–1904)
      - 1.6.3. Walter Karl Hermann von Gulat-Wellenburg (1877–1944), Nervenarzt ⚭ 1907 Emma Anna von Chrismar (1882–1962)
        - 1.6.3.1 Alice Stephanie Elisabeth Sophie von Gulat-Wellenburg (1910–1979), Ärztin[5][6]
        - 1.6.3.2 Eduard Daniel Marquard Max von Gulat-Wellenburg (* 1913), Ubootfahrer (U-32-Überlebender im Oktober 1940), Kapitänleutnant und Forstwirt ⚭ 1950 Sigrid Marietta Adele von Bonnet zu Meautry (Haus Klingenburg)[7]
          - 1.6.3.2.? Stephanie von Gulat-Wellenburg (* 1954) ⚭ 1979 Borusso von Blücher (* 1944)

  - 2. Karl Gulat von Wellenburg (1797–1804)
  - 3. Rosa Gulat von Wellenburg (1799–1852) ⚭ 1825 Heinrich von Saint-Julien (1801–1844)
  - 4. Viktoria (auch Victorine) Gulat von Wellenburg (1800–1825) ⚭ Karl Friedrich Fischer (1793–1823)[8][9]
  - 5. Josephine Gulat von Wellenburg (1802–1880) ⚭ 1835 Franz bzw. François Nebel (1785–1859)
  - 6. Carl Johann Baptist Franz Joseph Gulat von Wellenburg *17.08.1806 Fessenbach
  - 7. Franz Karl Gulat von Wellenburg (1809–1821)